# Mekoryuk
Mekoryuk ist ein Ort mit dem Status einer City in der Bethel Census Area in Alaska. Das U.S. Census Bureau hatte bei der Volkszählung 2020 eine Einwohnerzahl von 206 ermittelt. Das Eskimo-Dorf liegt im Yupik-Sprachenraum.

## Geographie
Mekoryuk befindet sich an der Nordküste der Insel Nunivak Island im Beringmeer vor der Westküste von Alaska. Der Ort liegt am Ausgang der Shoal Bay, einer kleinen Bucht. Der Ort befindet sich außerdem etwa 245 km westsüdwestlich vom Verwaltungszentrum Bethel. Nächstgelegene Orte am Festland sind Tununak und Toksook Bay, 55 bzw. 60 km ostnordöstlich von Mekoryuk. Mekoryuk verfügt über den Flugplatz Mekoryuk. Die Landfläche der Insel ist Teil des Schutzgebietes Yukon Delta National Wildlife Refuge.

## Geschichte
1821 gab es den ersten Kontakt von außen durch die Russländisch-Amerikanische Kompagnie. Dabei wurden auf der Insel 400 Eskimos in 16 Dörfern gezählt. 1874 wurde am heutigen Standort von Mekoryuk ein Sommercamp namens „Koot“ registriert. Einer Epidemie im Jahr 1900 fielen viele Inselbewohner zum Opfer. Nur vier Familien des Dorfes überlebten diese Zeit. 1920 wurde eine Rentierherde auf Nunivak Island angesiedelt. 1934 wurden 34 Moschusochsen auf die Insel verlegt. In den 1930er Jahren wurde eine Mission der „Evangelical Covenant Church“ gegründet. Das Bureau of Indian Affairs errichtete 1939 eine Schule. Dies führte zum Zuzug weiterer Inselbewohner. 1940 wurde ein Postamt eröffnet. 1945 wurde ein Schlachthof für Rentiere gebaut. 1957 wurde ein Flugplatz errichtet und eine Einheit der Alaska Territorial Guard gegründet. Um das Jahr 1957 war Mekoryuk die einzige Siedlung auf Nunivak Island. Zu dieser Zeit zogen viele Inselbewohner nach Bethel ans Festland, um in der Nähe einer weiterführenden Schule zu sein. Diese Familien besuchten im Frühjahr die Insel, um dort Fische und Robben zu jagen. Am 24. September 1969 erhielt der Ort den Status einer „City“. 1978 kam schließlich eine weiterführende Schule nach Mekoryuk. Die Gemeinde lebt hauptsächlich von kommerziellen Fischfang. Daneben gibt es die Subsistenzwirtschaft. Wichtige Nahrungsquellen sind Lachs, Rentierfleisch, Robbenfleisch und -öl sowie Pazifischer Heilbutt. Der Verkauf, die Einfuhr und der Besitz von Alkohol sind in Mekoryuk verboten.

## Demografie
Zum Zeitpunkt der Volkszählung im Jahre 2020 (U.S. Census 2020) hatte Mekoryuk 206 Einwohner auf einer Landfläche von 18,3 km². Von den Einwohnern waren 9 Weiße, 193 amerikanisch-indianischer Abstammung sowie ein Asiate.
Beim Zensus im Jahr 2000 wurden 210 Einwohner gezählt, 2010 waren es 191.